# Indianisation de la péninsule Indochinoise

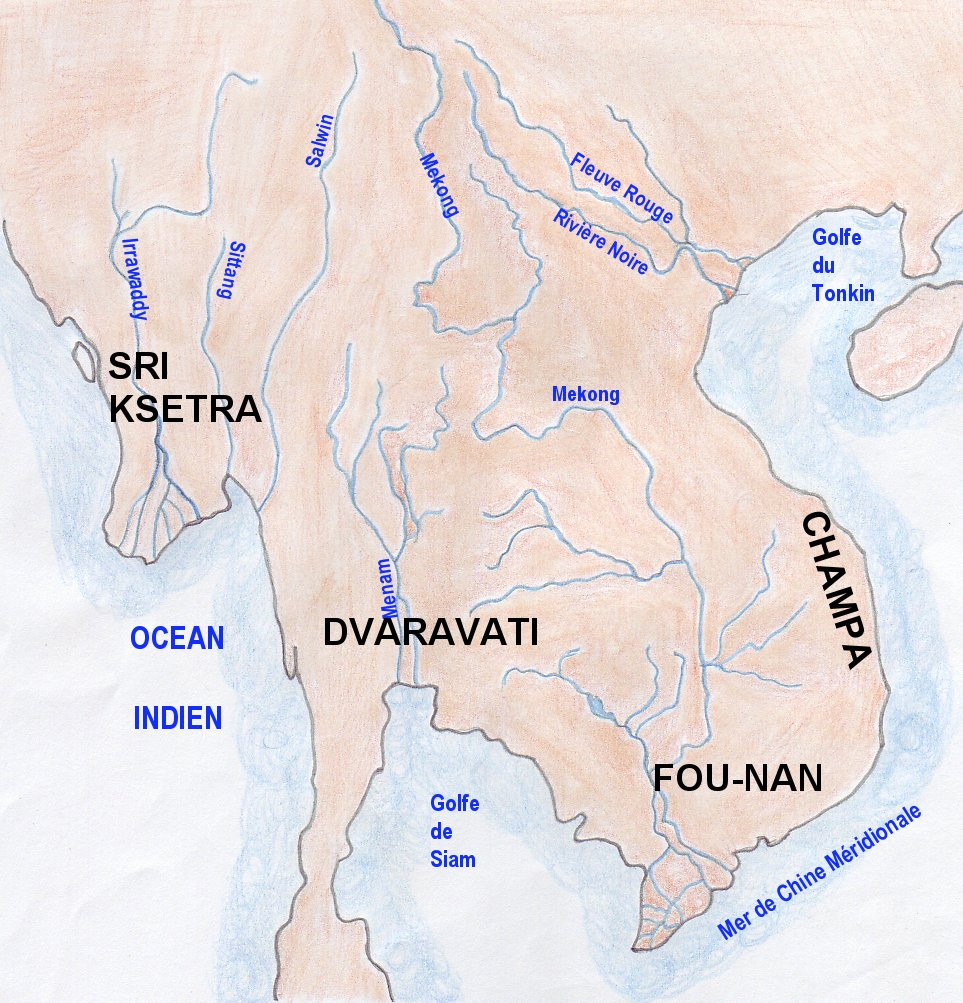
carte du Fou-nan et du Champa autour du IIIe siècle apr. J.-C. Le royaume de Dvaravati n'apparaît qu'au VIe siècle apr. J.-C. à la suite du déclin du Fou-nan

Routes commerciales du Royaume de Kalinga vers -400

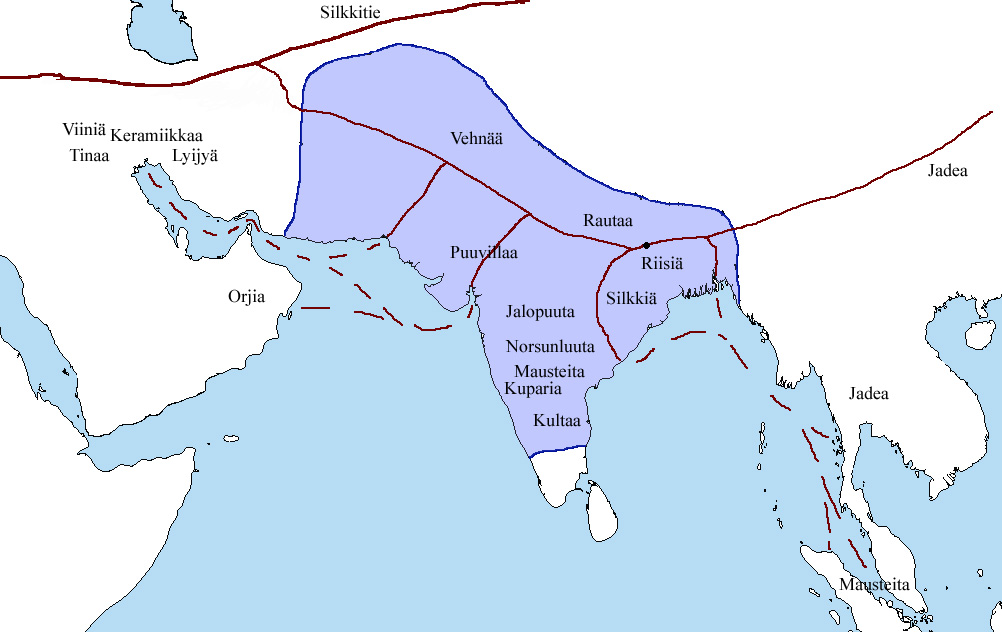
Commerce international sous l'Empire maurya, vers -250

Hinduism expansion in Asia, from its heartland in Indian Subcontinent, to the rest of Asia, especially Southeast Asia, started circa 1st century marked with the establishment of early Hindu settlements and polities in Southeast Asia.

Expansion de l'Empire chola vers 1030

L'indianisation de la péninsule Indochinoise est un processus historique au cours duquel les différentes régions de la péninsule indochinoise ont été dans une certaine mesure, imprégnés par l'hindouisme et par la civilisation indienne, approximativement entre le IIe et le XIIIe siècle.

## Contexte historique
Depuis le Ve siècle av. J.-C., l'Inde, en pleine ébullition culturelle autour du brahmanisme et du bouddhisme, fait preuve d'un grand dynamisme économique et artistique et devient l’un des principaux foyers du monde antique. À la même époque, la péninsule indochinoise, et plus largement l’Asie du Sud-Est, développe des civilisations du bronze et des cultures élaborées mais garde du retard par rapport au monde indien. Ses ressources naturelles sont de nature à attirer des convoitises.

## Des sources peu nombreuses
Les événements qui sont liés à l'indianisation de la péninsule indochinoise ne peuvent être datés avec précision, faute de sources historiques dignes de foi. On ne peut en inférer l'existence que par les résultats observables, c'est-à-dire, le plus souvent, des vestiges archéologiques et épigraphiques.
La date des plus anciens vestiges archéologiques trahissant une influence indienne ne remonte pas au-delà du IIe siècle : inscriptions en sanskrit à Vo-canh, près de Nha Trang, à la fin du IIIe siècle, mais aussi en Birmanie, à Bornéo, sur la péninsule Malaise et à Java. C'est également vers la fin du IIe siècle que des annales chinoises font référence à des États indianisés en Asie du Sud-Est. Ces faisceaux d'indices suggèrent une indianisation dès le IIIe siècle.

## Différentes explications
Plusieurs auteurs ont avancé des hypothèses pour tenter d'expliquer l'indianisation de l'Asie du Sud-Est continentale :
- des aventuriers indiens de haute caste seraient venus chercher fortune aux pays de l'or et des épices[3]
- au début de l'ère chrétienne, après la conquête par la Chine des pays au sud du Yangzi Jiang, on a assisté à un essor des échanges commerciaux, également favorisé par le développement du bouddhisme, religion dépourvue de préjugés vis-à-vis des peuples non indiens[4].
- des lettrés indiens ou des indigènes ayant séjourné en Inde auraient introduit dans la péninsule indochinoise une littérature rituelle et technique[5].
- sur la base d'un commerce international ancien, un courant continu d'échanges se serait établi entre l'Inde et l'Asie du Sud-Est.
- des chefs indigènes auraient appelé auprès d'eux des brahmanes pour bénéficier de leur prestige culturel et de leurs pouvoirs magiques[6].

Les explications mettant en avant un rôle majeur de commerçants indiens se sont heurtées à une objection majeure : on ne voit pas très bien comment les commerçants indiens, confinés dans les comptoirs côtiers, auraient pu avoir avec la population indigène des contacts assez profonds pour exercer une influence culturelle.
Au stade des connaissances actuelles, on peut faire des hypothèses, mais on doit finalement renoncer à connaître précisément l'histoire et les mécanismes de l'indianisation de la péninsule indochinoise. On peut admettre aussi bien que l'adoption d'un mode de vie indien devait conduire aussi à l'adoption de la religion hindoue, ou que la pratique de l'hindouisme devait entraîner l'adoption du mode de vie indien. Pour comprendre la facilité apparente avec laquelle la culture indienne s'est répandue en Asie du Sud-Est, Paul Mus attire l'attention sur le fait que l'Inde partageait avec les pays de l'Asie du Sud-Est un fond commun pré-aryen, si bien que les indigènes « n'ont peut-être pas eu toujours conscience de changer de religion en adoptant celle de l'Inde » .
Si les vestiges archéologiques montrent de façon indubitable que les classes supérieures étaient complètement imprégnées par la culture indienne, l'incertitude demeure immense concernant le mode de vie de l'ensemble de la population.

## Origine des Indiens établis en Asie du Sud-Est
À part trois textes en langue tamoule, presque tous les documents indiens retrouvés dans la péninsule Indochinoise ont été rédigés en sanskrit, la langue savante commune à toutes les régions de l'Inde. De ce fait, il n'est pas facile de déterminer précisément la région d'origine des immigrants indiens. D'après George Cœdès, toutes les régions de l'Inde jusqu'aux confins iraniens ont été impliquées dans l'expansion de la culture indienne.
Il est établi que les grands ports de l'Inde, tant ceux de la côte orientale que ceux de la côte occidentale, étaient en relation avec la péninsule indochinoise ou l'Indonésie. Certains foyers de culture indienne, notamment dans l'actuelle Malaisie, extérieurs à la péninsule indienne ont également joué un rôle de relais. Toutefois, on considère maintenant que le processus par lequel les entités politiques de l'Ouest de l'archipel indonésien ont adopté des modèles politiques et culturels indiens est purement indigène et a consisté en un processus sélectif par lequel l'élite indigène adoptait les éléments utiles à sa propre stratégie.

## La formation des États indianisés de l’Asie du Sud-Est continentale
L'expansion indienne s'est traduite sur le plan politique par la formation d'États de type indien :
- le Champa, dans la partie centrale du Viêt Nam actuel ;
- le Fou-nan, dans le delta du Mékong, sur un territoire correspondant au sud du Viêt Nam actuel et au Cambodge actuel ;
- Dvaravati, dans le sud du bassin de la Ménam, sur le territoire central de la Thaïlande actuelle et à l'ouest de l'actuelle Birmanie ;
- Sri Ksetra, dans la basse vallée de l'Irrawaddy, sur le territoire de l'actuelle Birmanie.

Le mécanisme de la formation ces États dont l'existence est bien attestée par des sources chinoises et par les vestiges archéologiques fait l'objet d'interrogations, au même titre que le phénomène plus général d'indianisation de la péninsule indochinoise. Pour chacun de ces États, on peut imaginer qu'un pouvoir politique, constitué au sein d'une communauté indienne, s'est ensuite imposé à la société indigène, ou à l'inverse, une société indigène dotée d'un pouvoir politique, acceptant la civilisation indienne et se créant ensuite un gouvernement de type indien. Se basant sur les témoignages chinois et les documents épigraphiques, Cœdès préfère la seconde hypothèse.
À partir du VIe siècle, le royaume du Cambodge (que l'on appelle également empire khmer), va prendre le dessus sur le Fou-nan dont il était autrefois le vassal. Sa puissance ira grandissante et il sera le royaume indianisé dominant jusqu'au XIIIe siècle.

## Caractéristiques des royaumes indianisés de la péninsule indochinoise
Ce sont toujours les textes chinois qui donnent des informations sur la civilisation des royaumes indianisés. Par exemple, ce texte qui relate le protocole des audiences et diverses mœurs des habitants de la ville de Y-chö-na (Içana), lieu de résidence du roi, au VIIe siècle, à la période du haut empire khmer.
"Ceux qui paraissent devant le roi touchent trois fois la terre de leur front, au bas des marches du trône. Si le roi les appelle et leur ordonne de monter les degrés, alors, ils s'agenouillent en tenant leurs mains croisées sur leurs épaules. Ils vont ensuite s'asseoir en cercle autour du roi pour délibérer des affaires du royaume. Quand la séance est terminée, ils s’agenouillent de nouveau, se prosternent et se retirent… Les fils de la reine, femme légitime du roi, sont les seuls aptes à hériter du trône… ils (les habitants) regardent la main droite comme pure et la main gauche comme impure. Ils font des ablutions chaque matin, se nettoient les dents avec de petits morceaux de bois et ne manquent pas de lire ou de réciter leurs prières… Les funérailles se passent de cette manière : les enfants du défunt passent sept jours sans manger, se rasent la tête en signe de deuil et poussent de grands cris… Le corps est brûlé sur un bûcher formé de toute espèce de bois aromatique ; les cendres sont recueillies dans une urne d'or ou d'argent que l'on jette dans les eaux profondes. Les pauvres font usage d'une urne en terre cuite, peinte de différentes couleurs. Il en est aussi qui se contentent de déposer le corps au milieu des montagnes en laissant aux bêtes sauvages le soin de les dévorer" 

## L’évolution du brahmanisme vers lebouddhisme theravada
On considère que le XIIIe siècle marque le déclin de la civilisation indienne dans la péninsule indochinoise. Ce déclin est marqué, dans le domaine de l'archéologie, par la disparition des inscriptions en sanskrit et leur remplacement par des inscriptions en langue palie, caractéristique du bouddhisme theravāda, lui aussi originaire de l'Inde. En fait, dès les premiers siècles, le bouddhisme theravāda sera implanté, dans la partie occidentale de la péninsule indochinoise, dans les royaumes de Sri Ksetra et de Dvaravati, alors qu'à l'Est, c'est-à-dire au Champa, au Fou-nan et au Cambodge, on assiste à une alternance du Çivaisme et du bouddhisme mahāyāna. 
Il semble que les habitants de l'époque aient eu conscience qu'il s'agissait bien de la fin d'un monde, pour preuve, cette inscription composée en 1357 par le roi de Sukhothai, Loe thai (Sukhodaya), relatant ce qui s'est passé cent trente neuf ans avant cette inscription, c’est-à-dire en 1218, fin du règne de Jayavarman VII :
"l'âge des hommes qui était auparavant de cent années descendit au-dessous de ce chiffre. À partir de cette année-là, les nobles, les dignitaires, les brahmanes et les riches commerçants cessèrent peu à peu d'occuper la première place dans la société; à partir de ce moment-là, astrologues et médecins perdirent aussi leur prestige. À partir de ce moment-là, ils ne furent plus estimés ni respectés…"

## Sources
- George Cœdès, Les peuples de la Péninsule indochinoise, Dunod, 1962.
- Bernard-Philippe Groslier, article "Asie du Sud-Est (expansion de l'art indien)" in Encyclopædia Universalis, 2001 ; article édité aussi dans le Dictionnaire du Bouddhisme, Encyclopædia Universalis et Albin Michel, 1999,  (ISBN 2-226-10954-4), pages 40 à 48.